# Mont Yamaska
Mont Yamaska is een van de 9 Montérégie-heuvels in de Canadese provincie Québec. De naam is mogelijk een verbastering van Mamaska, dat pad betekent in de taal van de Abenaki.
Mont Yamaska ligt in de gemeente Saint-Paul-d'Abbotsford, dicht bij de stad Granby. Van alle Montérégie-heuvels is Mont Yamaska een van de meest natuurlijke, door de afwezigheid van grootschalige recreatie. Wel zijn wandelpaden en voorzieningen voor glijschermvliegen en deltavliegen aanwezig.

## Fotogalerij

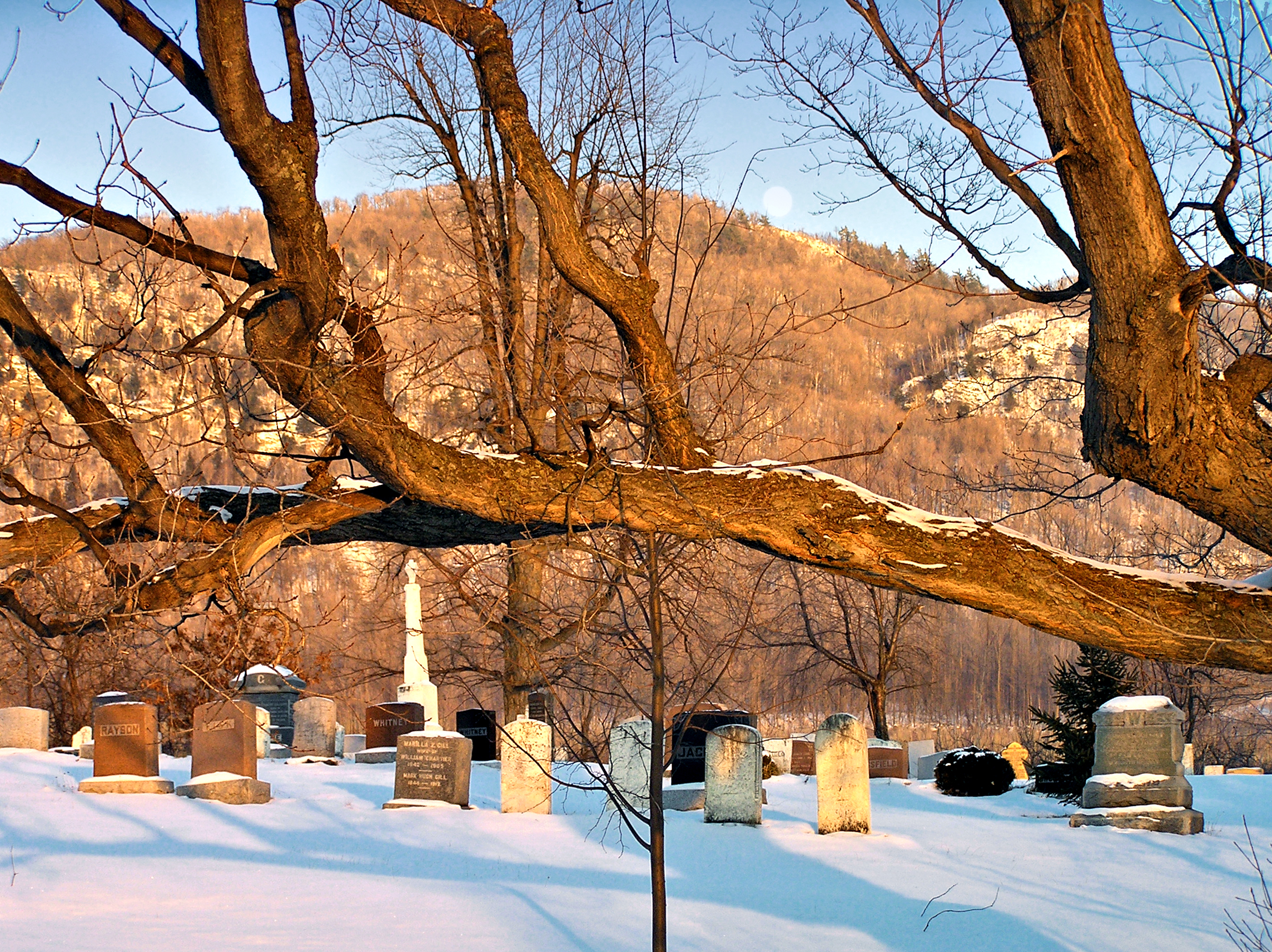
Zicht op Mont Yamaska vanaf de begraafplaats van Saint-Paul-d'Abbotsford
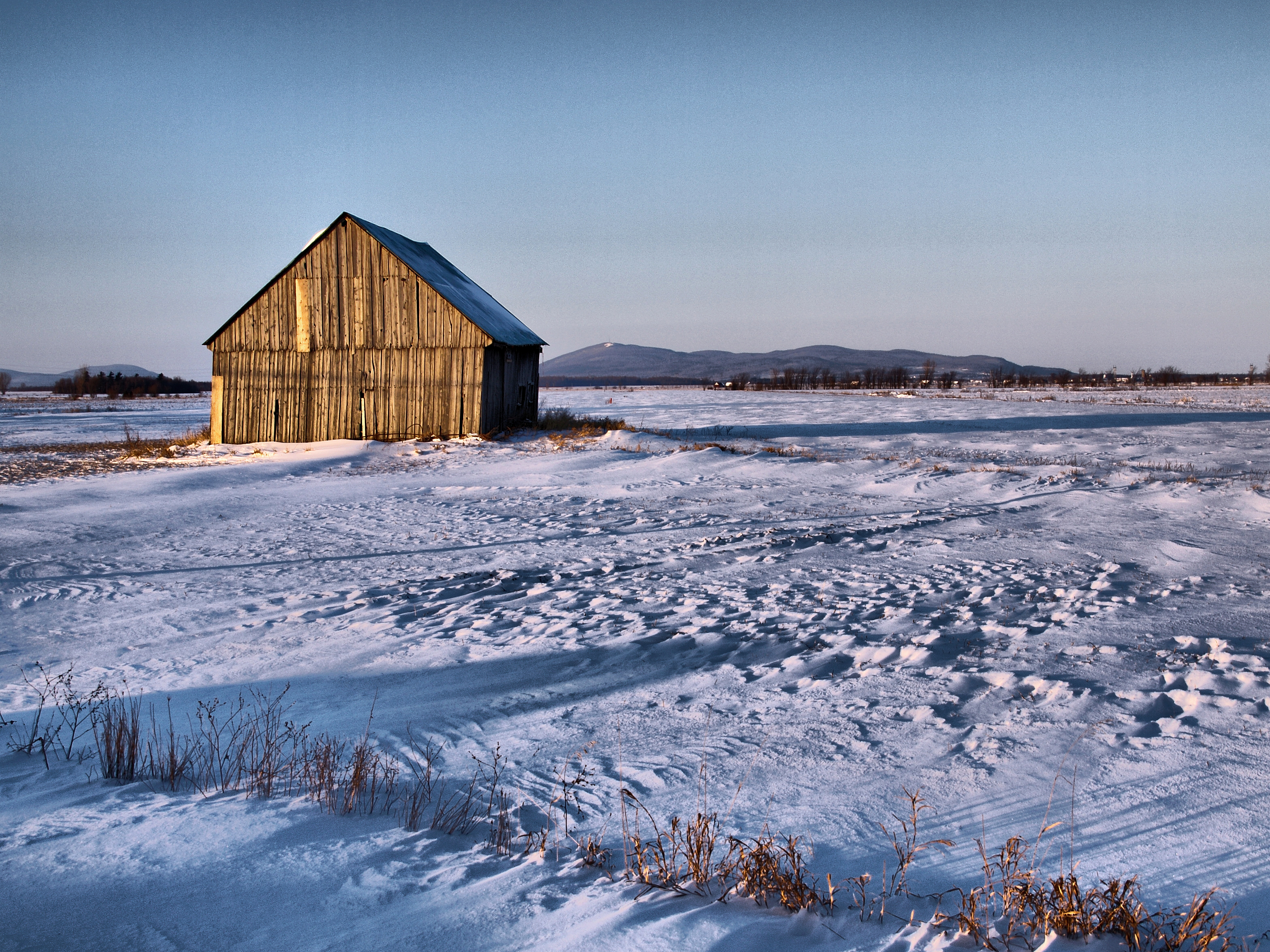
Zicht op Mont Yamaska vanuit Sainte-Brigide-d'Iberville
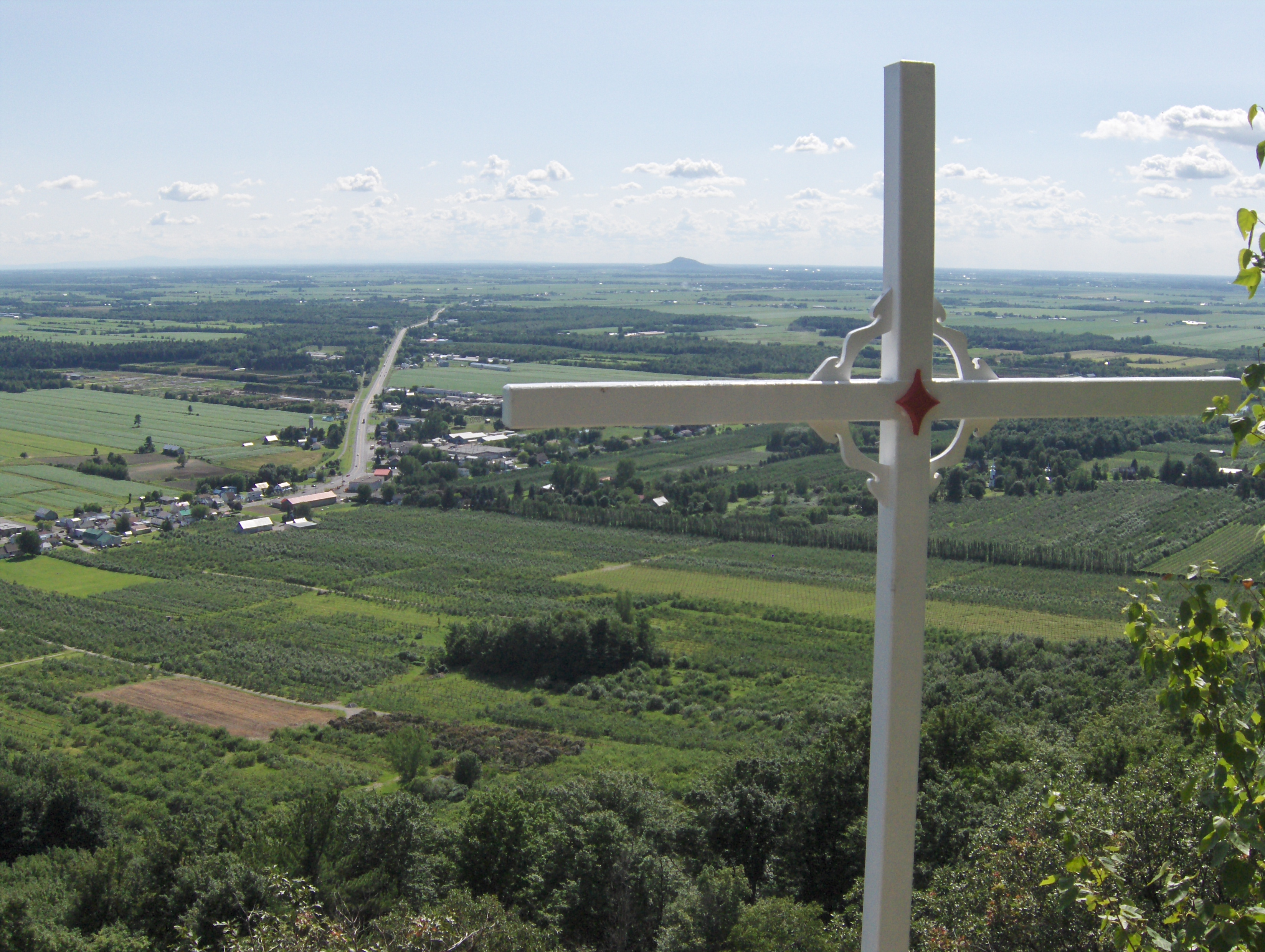
Kruis op de top; aan de horizon een andere Montérégie-heuvel